# Islotes Franceses
Los islotes Franceses (en inglés: Arch Islands) son un grupo de pequeños islotes deshabitados situados en el extremo sur de la isla Gran Malvina, parte del archipiélago de las Islas Malvinas. Se ubican en proximidades de Puerto Santa Eufemia, en las coordenadas 52°22′33″S 59°42′00″O / -52.37583, -59.70000.

## Características
Los islotes son de difícil acceso y solo pueden ser alcanzados mediante embarcaciones pequeñas. Su nombre en inglés hace referencia a una formación geológica con forma de arco o cueva (arch) presente en el mayor de los islotes, a través de la cual puede pasar un bote.
Los principales islotes del grupo son:
- Big Arch Island
- Clump Island
- Tussac Island
- Pyramid Rock
- Last Rock
- Albemarle Rock

## Administración y soberanía
Los islotes son administrados por el Reino Unido como parte del territorio británico de ultramar de las Islas Malvinas. Sin embargo, la República Argentina mantiene una reclamación activa sobre la totalidad del archipiélago, incluyendo estos islotes, considerándolos parte del departamento Islas del Atlántico Sur de la provincia de Tierra del Fuego, Antártida e Islas del Atlántico Sur.
El extremo sudoeste del islote más occidental forma parte de los puntos de referencia utilizados por la Argentina para establecer sus líneas de base marítimas, conforme a la Ley 23.968, desde las cuales se mide la extensión de su mar territorial.

## Conservación
En 1978, el gobierno británico local declaró a los islotes como parte de una área protegida bajo la categoría de Reserva Natural Nacional, en el marco de sus políticas de conservación ambiental.